# Le Ménil
 Le Ménil  es una población y comuna francesa, en la región de Lorena, departamento de Vosgos, en el distrito de Épinal y cantón de Le Thillot.
Debido a que hay otras dos comunas de nombre Ménil en el departamento, Ménil-sur-Belvitte y Ménil-de-Senones, a veces se la conoce como Le Ménil-Thillot.

## Demografía
| 1048 | 870 | 826 | 1067 | 1119 | 1117 |
| Para los censos de 1962 a 1999 la población legal corresponde a la población sin duplicidades (Fuente: INSEE [Consultar]) |     |     |      |      |      |